# Autoestrada A23
L'autoestrada A23, conosciuta anche come Autoestrada da Beira Interior (Autostrada della Beira Interna) è un'autostrada portoghese. Con una lunghezza di 217 km è la quarta autostrada portoghese per estensione ed è un'arteria fondamentale per il Paese in quanto è parte del collegamento autostradale tra Lisbona e il nord della Spagna attraverso la frontiera di Vilar Formoso. L'A23 nasce dall'autostrada A1 a Torres Novas e termina a Guarda immettendosi nell'autostrada A25. Nel suo percorso tocca le città di Abrantes, Castelo Branco e Covilhã. L'A23 corrisponde alla strada europea E806 (Torres Novas-Guarda) per l'intero tracciato ed è parte della strada europea E802 (Braganza-Ourique).

## Storia
L'A23 venne inaugurata il 27 luglio 2003 e, per la sua costruzione, si utilizzarono tratti di superstrada già esistenti (IP2 e IP6) opportunamente modificati. L'ultima parte di tracciato da Fundão a Guarda fu invece progettato e costruito appositamente. L'autostrada è stata gratuita fino all'8 dicembre 2011 data in cui è stato introdotto il pedaggio elettronico (o free-flow) sull'intero tracciato.

## Pedaggio
Il sistema di riscossione del pedaggio dell'A23 è di tipo elettronico (o free-flow). Non sono quindi presenti caselli autostradali presso le uscite dell'autostrada in quanto i veicoli vengono ripresi da telecamere durante il tragitto per determinare il percorso effettuato. Il pagamento può essere effettuato in diversi modi:
- tramite il sistema 'Easy Toll', che associa una carta di credito alla targa del veicolo, acquistabile all'area di servizio Alto de Leomil  lungo l'A25 alcuni km dopo l'ingresso in Portogallo dalla frontiera spagnola di Vilar Formoso;
- attraverso l'acquisto di una carta ricaricabile ('Toll Card') della validità di 12 mesi, acquistabile presso tutti gli uffici postali portoghesi e le aree di servizio della rete autostradale portoghese che espongono il logo 'Toll Card';
- con una carta prepagata della validità di 3 giorni ('Toll Service'),free-flow acquistabile presso tutti gli uffici postali portoghesi e le aree di servizio della rete autostradale portoghese che espongono il logo 'Toll Service';
- tramite il sistema di riscossione automatica del pedaggio portoghese 'Via Verde' o quello spagnolo 'Via-T' (gli equivalenti del Telepass italiano).

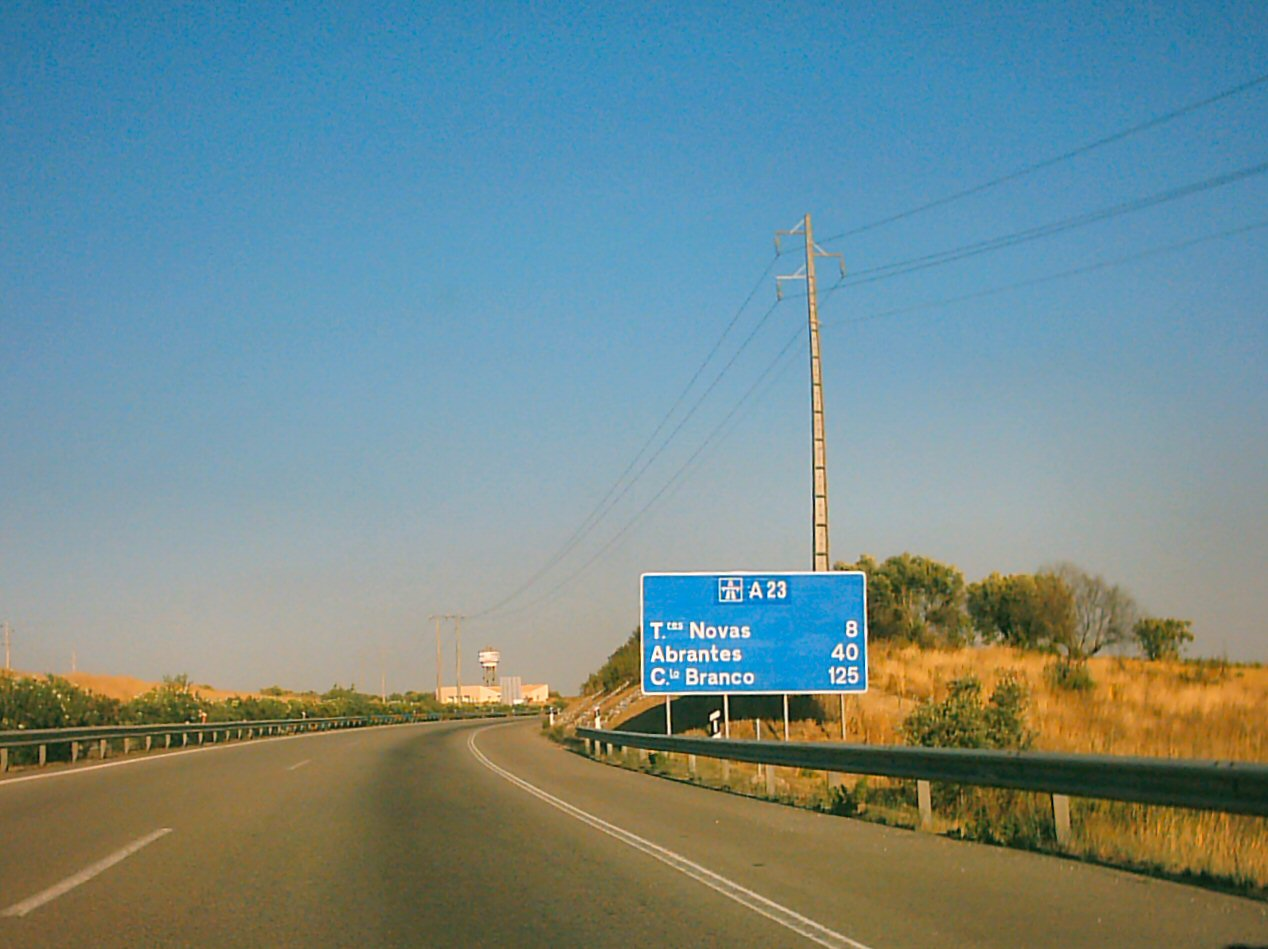
L'A23 nei pressi di Torres Novas

Attualmente (gennaio 2019) il costo del pedaggio per l'intera tratta è di 14,60 € per un veicolo di classe 1 (autoveicolo o motocicletta).

## Percorso
L'A23 nasce presso l'uscita nº 7 dell'A1 a Torres Novas e, proseguendo in direzione est, raggiunge Abrantes (km 37), Castelo Branco (km 112), Covilhã (km 172) e Guarda (km 209) per poi immettersi, al km 217, nell'A25. Il percorso, inizialmente collinare, diventa progressivamente più aspro alternando lunghe salite a discese e presentando sempre un certo interesse paesaggistico. Nel tratto tra Covilhã e Guarda l'autostrada lambisce la Serra da Estrela, il principale gruppo montuoso portoghese. La prima parte di tracciato da Torres Novas ad Abrantes è in gestione all'Infraestruturas de Portugal mentre il restante tratto da Abrantes a Guarda è affidato alla Globalvia A23-Beira Interior. Il percorso dell'A23 è interamente a due corsie per senso di marcia più corsia di emergenza. Conta un totale di 36 uscite e 16 portali dotati di telecamere per il calcolo del pedaggio.